# یواس‌اس کین (دی‌یی-۷۴۴)
یواس‌اس کین (دی‌یی-۷۴۴) (به انگلیسی: USS Kyne (DE-744)) یک کشتی بود که طول آن ۳۰۶ فوت (۹۳ متر) بود. این کشتی در سال ۱۹۴۳ ساخته شد.